# 키타 미치에
키타 미치에(喜多道枝, 1935년 3월 11일~2024년 11월 6일)는 일본의 성우이다. 출신지는 도쿄도이다. 2024년 11월 6일, 자택에서 향년 89세의 나이로 영면하였다.

## 출연작

### 영화
- 《너는 착한 아이》 (2015)

### TV 애니메이션
1967년
- 리본의 기사 (프란츠 왕자)

1975년
- 플랜더스의 개 (네로)

1979년
- 꽃천사 루루 (토게니시아)
- 원탁의 기사 (갤러하드)

### 극장판 애니메이션
1973년
- 도라에몽 노비타의 해저귀암성 (앨)